# سترانکا
سترانکا (به چکی: Stránka) یک منطقهٔ مسکونی در جمهوری چک است که در ناحیه میلنیک واقع شده‌است.